# Гермонакс

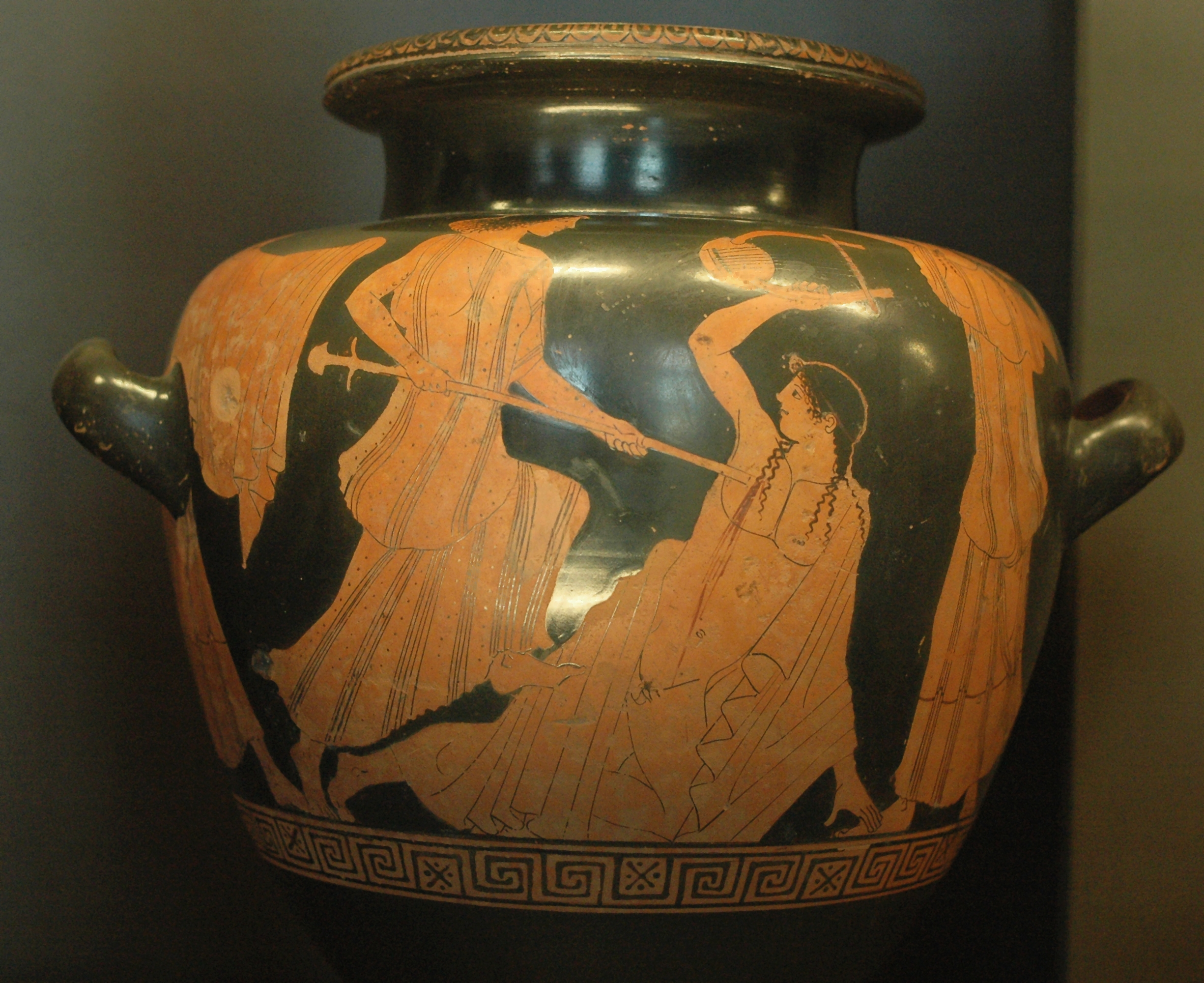
Гибель Орфея, стамнос G 416, Лувр

Гермонакс — древнегреческий вазописец, работал в Афинах около 470—440 годов до н. э. в технике краснофигурной вазописи.
Считается, что Гермонакс мог быть учеником Берлинского вазописца, однако влияние последнего ощущается исключительно на ранних работах художника. Известно не менее 10 подписанных им работ, хотя архив Джона Бизли содержит описание около 200 ваз авторства Гермонакса, среди которых чаще встречаются стамносы, пелики, лекифы, гидрии. Однако он исполнил и роспись ваз малых форм, в частности, шейных амфор, лутрофоров. Работы Гермонакса археологи находят по всей территории Великой Греции — от современного Марселя до Северного Причерноморья.